# Agustí Peris de Vargas
Agustí Peris de Vargas (Manzanillo, Cuba, 1880 - Barcelona, 17 d'agost de 1949) fou un pioner del futbol i del beisbol a Catalunya, n'ocupà càrrecs directius en les respectives federacions.
Nascut a Cuba de pare valencià i mare asturiana, va venir a viure a Barcelona l'any 1899, i va ser l'introductor del beisbol a l'estat espanyol i el fundador i primer president de la Federació Catalana de Beisbol, càrrec que va ocupar des del 1929 fins al 1939. La seva forta personalitat, però, va fer que el 1931 es produís una escissió a la Federació Catalana i alguns clubs fundessin la Lliga Oficial de Beisbol, que va funcionar paral·lelament fins al final de la Guerra Civil amb alguns dels millors equips. Miguel Batiste (1931-1932), Lluís María Jordà (1932), posteriorment president de la Federació, Manuel Vilà (1932-1934), Paulino Gispert (1934-1936) i Josep Maria Taixés (1936-1939), més tard també president de la Federació, van ser els homes que van presidir la Lliga Oficial en aquests anys.
Durant molts anys va ser jugador, entrenador, àrbitre i dirigent de beisbol, va intervenir el 1901 en el primer partit documentat que es va jugar a l'estat espanyol, disputat a l'antic camp de futbol de la Sagrada Família per dos equips, l'Antiguos i el Modernos, formats per emigrants cubans i espanyols que havien tornat de la Guerra de Cuba. En els anys següents va fundar diversos equips com el Melao, el Casabe, l'Aguacate, l'Iris i el Català, secció del Català Sport Club, que havia nascut el 1899 amb el nom de Català Futbol Club i que ell mateix va presidir entre 1910 i finals dels anys 20, quan va desaparèixer. També va ser tresorer del Barcelona Base-ball Club i jugador de l'Amèrica. Amb el Català també havia jugat a futbol a principis de segle i quan el 1910 va ser elegit president, l'any següent va passar a ser també tresorer de la Federació Catalana de Clubs de Futbol, en la Junta Directiva de la qual es va mantenir molts anys. També jugà dos partits amistosos amb el FC Barcelona.
Al marge de jugar a futbol i a beisbol, esport que va practicar fins passats els cinquanta anys, també va ser nedador i atleta i va fer de periodista en diverses publicacions de la seva època, entre elles El Mundo Deportivo, en el qual signava les cròniques amb el pseudònim Strike. A la dècada dels quaranta creà el Col·legi d'Àrbitres de la Federació Catalana i fou el primer a presidir-lo.
Els seus germans Joaquim, Enric i Llisard també foren destacats esportistes i dirigents.